# Sauveur Casanova
Pour les articles homonymes, voir  Casanova.
Sauveur Casanova, né le 2 juin 1918 à Corte, en Corse et mort dans cette même ville le 26 mai 1998, est un évêque catholique français, évêque d'Ajaccio de 1987 à 1995. De façon courante il aimait utiliser le titre d'évêque de Corse.

## Repères biographiques

### Prêtre
Après avoir été formé au Grand Séminaire d'Ajaccio de 1938 à 1939, puis au Séminaire universitaire de Lyon de 1942 à 1945, Sauveur Casanova est ordonné prêtre le 24 février 1945 pour le diocèse d'Ajaccio.
Il a tout d'abord été vicaire à Corte et aumônier au collège Paoli de 1946 à 1954), avant de devenir aumônier diocésain de mouvements de jeunes (JEC, JAC, JOC, scoutisme, guidisme) en 1954, puis directeur-adjoint en 1958 puis directeur général en 1960 de la Direction des œuvres.
En 1965, il est nommé vicaire général du diocèse, puis archiprêtre, curé des paroisses de Bastia et archidiacre de Haute-Corse en 1969, et enfin archiprêtre de la cathédrale, vicaire épiscopal du district d'Ajaccio en 1979.

### Évêque
Nommé évêque d'Ajaccio le 13 août 1987, il est consacré le 15 octobre de la même année par le cardinal Angelo Felici. Il succède alors à Jean Charles Thomas, lui-même nommé évêque de Versailles. Il reste en poste jusqu'à sa retraite, le 5 janvier 1995, et décède le 26 mai 1998.
Sauveur Casanova publie, en 1992, « Parole d'espérance » qui restera comme le moment fort de son épiscopat. Ce texte porte sur la situation sociale et politique de l'île et le recours à la violence. Fruit d'un travail de réflexion mené au sein de la communauté catholique de Corse, ce texte souligne notamment : « Les arguments politiques ou idéologiques qui sont parfois invoqués pour justifier telle ou telle de ces actions ne servent ni leurs auteurs ni leur cause, mais les disqualifient eux-mêmes tout en plongeant les uns et les autres dans la tristesse et le découragement. »
Contrairement à la tradition qui veut qu'un évêque soit enterré dans la cathédrale du dernier diocèse où il a exercé, Sauveur Casanova est enterré à Corte, berceau de sa famille.